# Thuriferarius

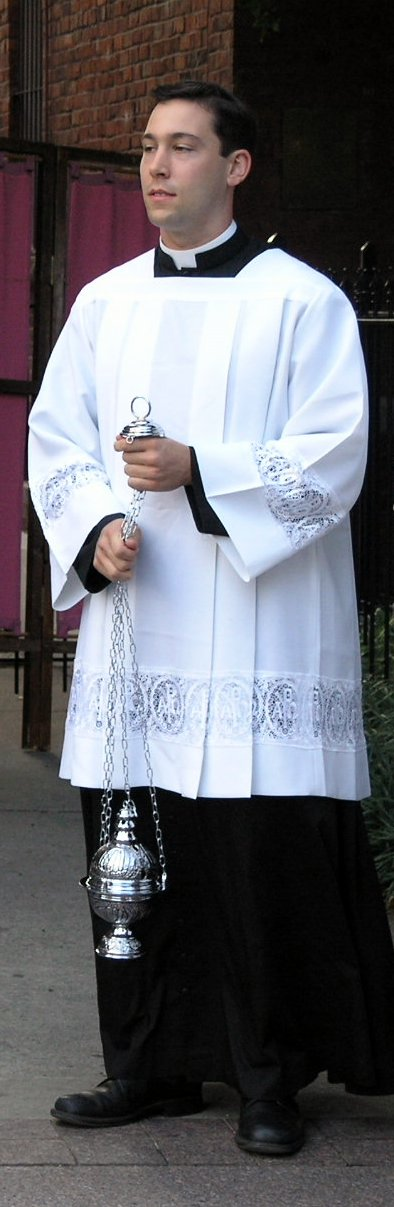
Thuriferarius

De Thuriferarius of Thuriferar (van Lat. thuribulum „wierookvat“ en ferre „dragen“) is in de katholieke liturgie een misdienaar, die een met wierook gevuld wierookvat draagt. 
Hij geeft dit de Priester te bewieroking of bewierookt ook zelf de priester, de gelovigen of het Allerheiligste. Omdat deze handelingen gecompliceerd zijn, is deze opgave meestal aan de ervaren misdienaars of acolieten voorbehouden. Daarbij wordt hij meestal vergezeld door de navicularius die het wierookscheepje draagt. 
Een thuriferarius dient soms enkel bij feestelijke hoogmissen en hoogfeesten.
In veel stadskerken zijn er echter wekelijkse missen met wierook en dus met de thuriferarius.
In een hoogmis volgens de Tridentijnse ritus is er standaard een thuriferarius met wierook aanwezig. Hij is daarbij direct onder de ceremoniarius (hoofdacoliet) medeverantwoordelijk voor de overige misdienaars tijdens de liturgie.